# Música nocturna de las calles de Madrid

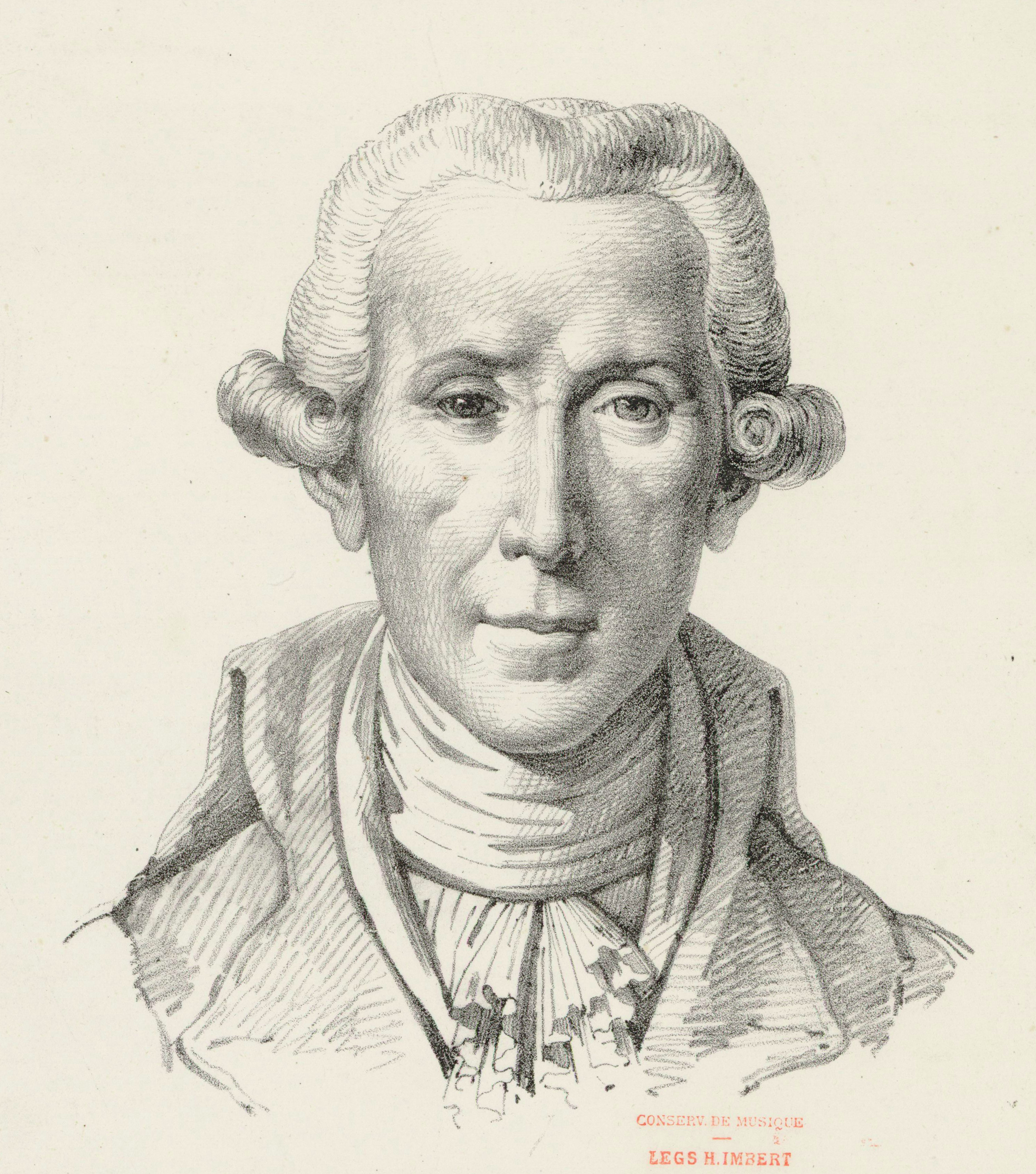
Luigi Boccherini, compositor de la pieza.

Música nocturna de las calles de Madrid (que es una traducción del italiano, Musica notturna delle strade di Madrid) Op. 30 n.º 6 (G. 324), es un quintettino (quinteto) para instrumentos de cuerda compuesto alrededor de 1780 por Luigi Boccherini, compositor italiano al servicio de la Corte española desde 1770 hasta 1805. La obra describe las bulliciosas calles de la noche de Madrid.

## Historia
El compositor italiano Luigi Boccherini fue contratado para la Corte española por el infante Luis de Borbón y Farnesio, hermano del rey Carlos III de España. Por haberse casado el infante con María Teresa de Vallabriga, el rey Carlos exilió a este de la Corte de Madrid al palacio de Arenas de San Pedro, provincia de Ávila. Boccherini se unió al exilio como cortesano de Luis Antonio y tuvo mucho tiempo para la composición, donde completó más de un centenar de piezas.
La obra describe las bulliciosas calles de la noche de Madrid. Sobre la composición, el crítico Jaume Tortella, escribe:

Tomando su inspiración de escenas nocturnas de la calle de Madrid, que parece mirar con nostalgia a la alegría y el bullicio de la capital de España, recordando el sonido de las campanas de las iglesias de la ciudad en su llamada para la oración vespertina, los bailes populares que fueron el deleite de sus jóvenes y los mendigos ciegos tocando sus típicas viellas de rueda hasta que los soldados de la guarnición local dan el toque de Retreta de medianoche con su recogida en los cuarteles.

Mientras Tortella interpreta la obra de Boccherini como una representación programática de la noche madrileña, el director Dick van Gasteren cree que la obra debe interpretarse ante todo de forma simbólica. Van Gasteren analizó la obra por analogía con la iconografía y encontró innumerables referencias a la política, la religión, las artes visuales, el teatro y el amor. Mostró que la obra con la técnica del soggetto cavato y otros simbolismos contiene referencias o es una serenata a un amor secreto, la actriz María del Rosario apodada La Tirana. [D. van Gasteren, La Musica Notturna delle Strade di Madrid van Luigi Boccherini. Persoonlijke getuigenis of sociaal politieke boodschap, Baarn: Prominent 2022. 
ISBN 978-94-92395-39-9.]
La pieza se hizo famosa en España durante la vida de Boccherini. Sus versiones más conocidas son los arreglos de la Ritirata (Retreta), el movimiento incorporado al quinteto de piano (G. 418) y el quinteto de guitarras (G. 453). Música nocturna de las calles de Madrid fue publicada años después de la muerte de Boccherini, porque le dijo a su editor: «La obra es absolutamente inútil, incluso ridícula, fuera de España, porque el público no puede esperar entender su significado, ni los artistas que la desempeñan cómo debe ser interpretada».
La Ritirata se hizo muy conocida desde el renacimiento del interés por la música de Luigi Boccherini a mediados del siglo XX. Luciano Berio la utilizó como base para una composición que superponía los cuatro arreglos que se conocen de la Ritirata, todos interpretados al mismo tiempo, yendo y viniendo de forma sincrónica y asincrónica. A pesar de su carácter ligeramente humorístico, como los arreglos de canciones folk de Berio, su interpretación de la Ritirata es atractiva y accesible, reconociendo y ampliando la composición de Boccherini.
En 1975, el grupo Boccherini Quintet, registró una interpretación destacada de la obra para el sello discográfico Ensayo, que en 1976 ganó el Grand Prix du Disque, de la Académie Charles Cros.

## Instrumentación y estructura
La obra está instrumentada para dos violines, una viola y dos violonchelos. Está compuesta en do mayor y tiene una duración aproximada de 13 minutos.
Música nocturna de las calles de Madrid está formada por estos movimientos:
1. Le campane de l’Ave Maria (La campana del Ave María): la iglesia principal llama a los fieles para la oración del Ave María.
2. Il tamburo dei Soldati (El tambor de los soldados).
3. Minuetto dei Ciechi (Minueto de los mendigos ciegos): Boccherini indicó a los violonchelistas que colocaran sus instrumentos sobre sus rodillas y los rasguearan como guitarras.
4. Il Rosario (El Rosario): una sección lenta no interpretada en tiempo estricto.
5. Passacaglia (Pasacalle), conocido como Los Manolos, bocazas de clase baja; no es un pasacalle en realidad, sino que imita su canto. En España, el pasacalle denota «pasar a través de la calle», cantando como diversión.
6. Il tamburo (El tambor).
7. Ritirata (Retreta): retirada de los militares de las calles de Madrid de su vigilia nocturna; la Banda de Guerra avisa a la tropa para que se recoja por la noche en el cuartel.

## En la cultura popular
- La obra es interpretada por la novia de un policía de paisano en la película de Cruising (1980).
- El Passa calle fue interpretado en la ceremonia de inauguración de los Juegos Olímpicos de Barcelona 1992 y en el Opening del Mundial de Vela Santander 2014.
- En 2003 la melodía más conocida de esta obra se incluyó en la última escena del filme de aventuras Master and Commander: The Far Side of the World, de Peter Weir; los protagonistas Russell Crowe y Paul Bettany la interpretan con sus instrumentos musicales.